# اوچی گائشی
اوچی گائشی (به ژاپنی: 大内返)-(به انگلیسی: Ouchi gaeshi) یکی از فنون و تکنیک‌های دستهٔ ناگه-وازا رشتهٔ ورزشی جودو است که در زیردستهٔ آشی-وازا دسته‌بندی می‌شود.